# NGC 1498
NGC 1498 је тројна звезда у сазвежђу Еридан која се налази на NGC листи објеката дубоког неба.
Деклинација објекта је - 12° 1' 10" а ректасцензија 4h 0m 19,4s. Привидна величина (магнитуда) објекта NGC 1498 износи 13,3.